# V bukách
V bukách je přírodní památka jihozápadně od obce Chmelík v okrese Svitavy. Důvodem ochrany je přirozená bučina s bohatým podrostem.

## Galerie

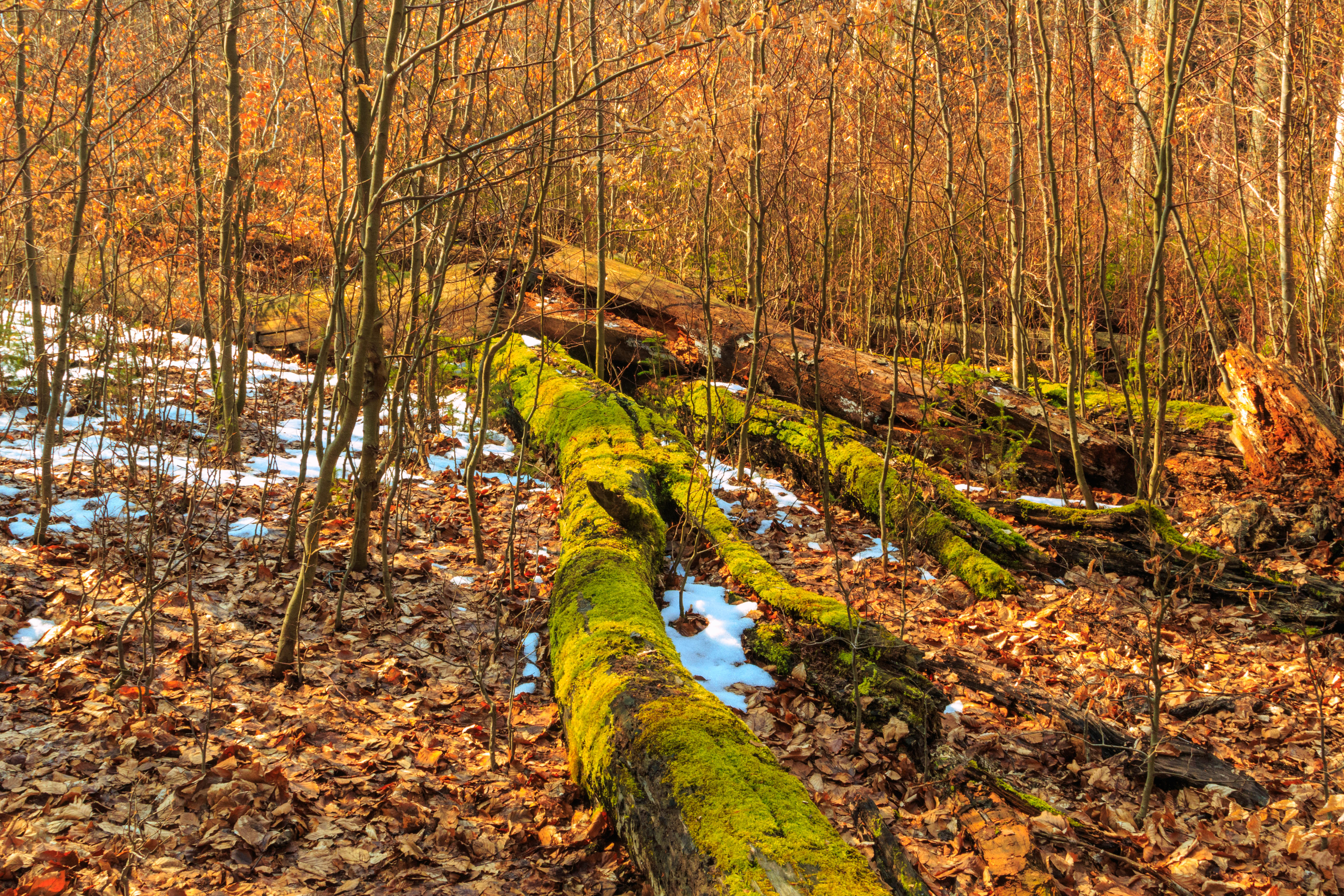
V bukách
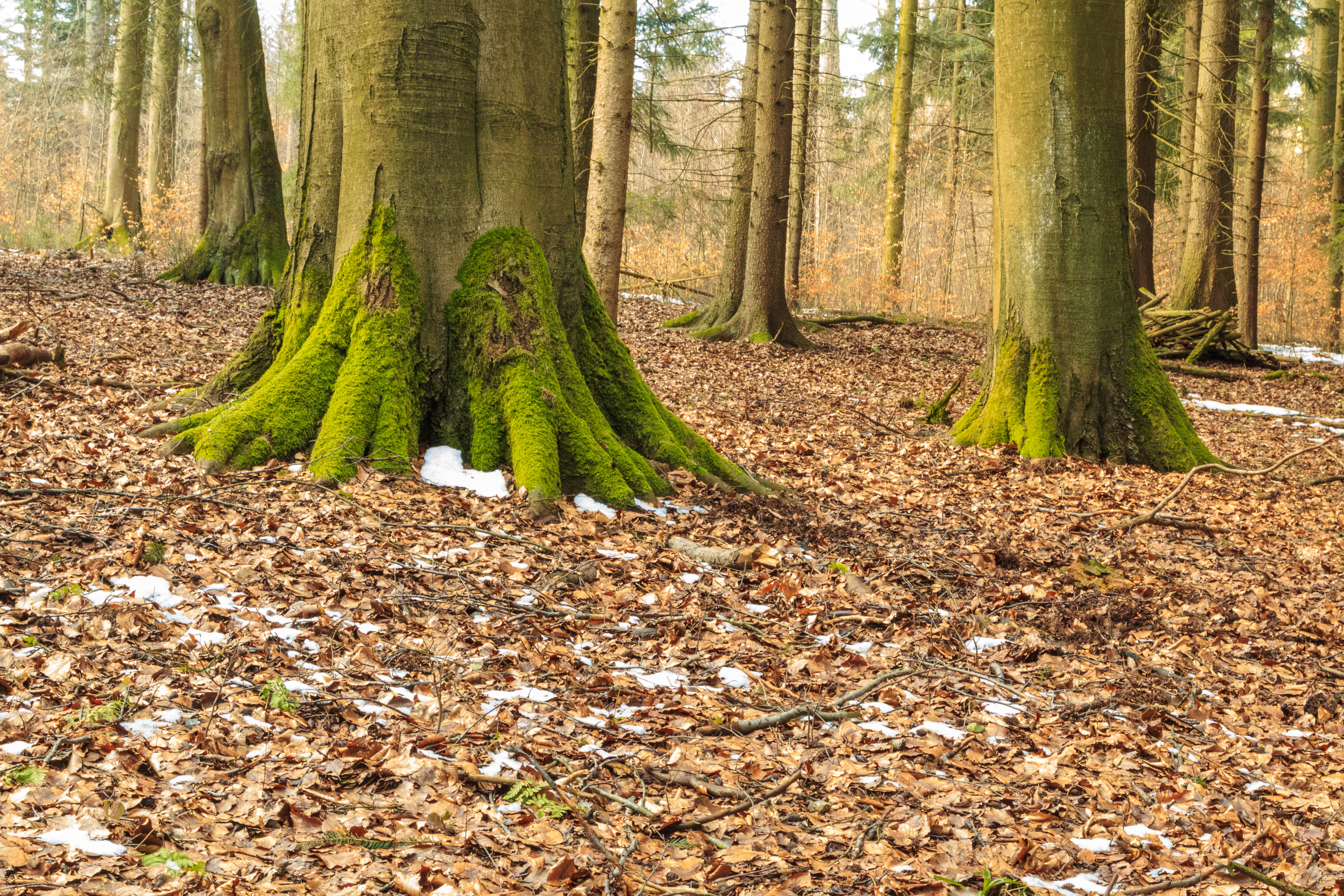
V bukách
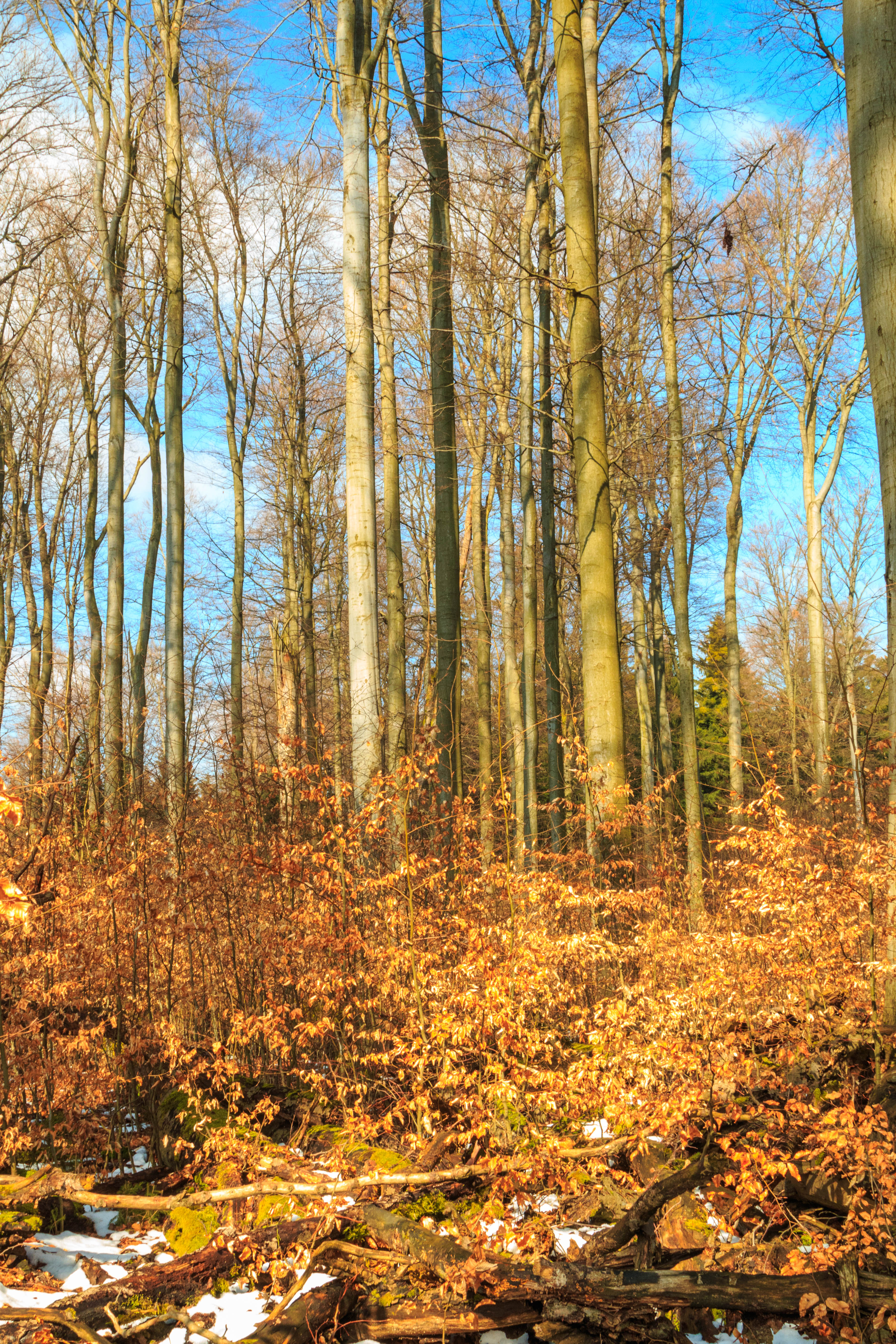
V bukách